# Nycteus rugosus
Nycteus rugosus is een keversoort uit de familie buitelkevers (Eucinetidae). De wetenschappelijke naam van de soort werd in 1908 gepubliceerd door Gaston Portevin.